# Joni Mitchell
Joni Mitchell, pseudonimo di Roberta Joan Anderson (Fort Macleod, 7 novembre 1943), è una cantautrice e pittrice canadese.

Firma di Joni Mitchell

Dopo gli esordi tra café canadesi e locali statunitensi in cui germogliava una nuova generazione di musicisti folk, ottenne il successo commerciale alla fine degli anni sessanta, definendo uno stile che avrebbe fatto epoca e sarebbe stato fonte d'ispirazione per tutte le cantautrici dei decenni successivi. Il suo impatto sulla canzone d'autore americana, di cui è considerata una delle grandi capostipiti femminili assieme a Carole King e Laura Nyro, è parallelo a quello di artisti come Neil Young ed Eric Andersen.
Con il trascorrere del tempo, il folk è stato sempre più relegato al passato, per dare spazio a nuove sonorità vicine al blues e al jazz che l'hanno portata a collaborazioni prestigiose con artisti come Pat Metheny, Jaco Pastorius, Herbie Hancock, Michael Brecker e Charles Mingus.
Joni Mitchell è nota anche per la sua passione e per il suo talento per le arti pittoriche – è lei stessa infatti a dire: «Sono prima di tutto una pittrice, poi una musicista» – e cura personalmente la grafica e le copertine dei propri album, utilizzando, nella maggior parte delle volte, propri quadri, ma spesso anche elaborazioni fotografiche.

## Biografia

### I primi anni

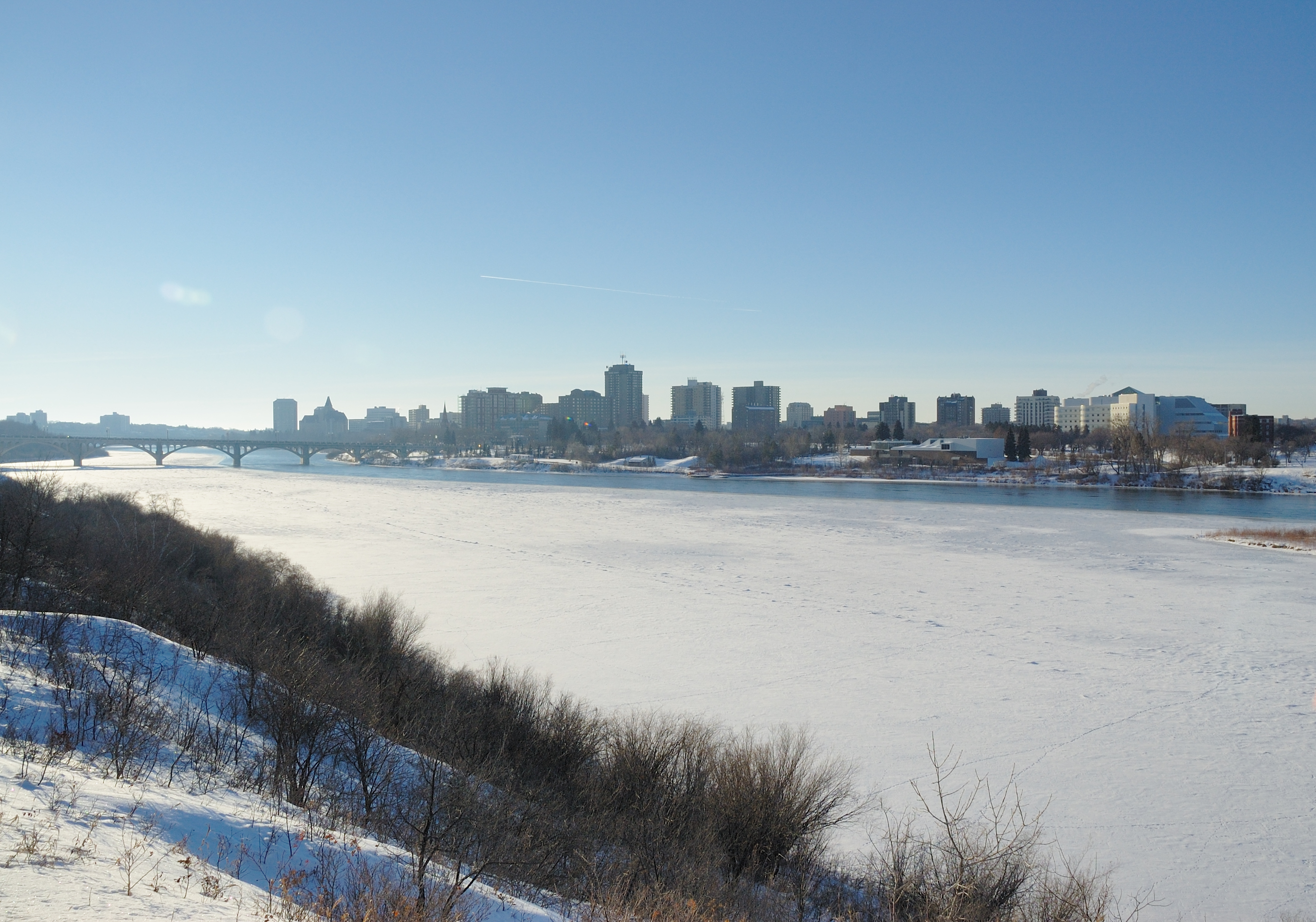
Panorama invernale di Saskatoon

Joan Anderson nacque da William “Bill” Anderson, istruttore presso l’Accademia canadese di Aviazione e in seguito dirigente di una catena di negozi alimentari, e da Myrtle “Mickey” Marguerite McKee, ex impiegata di banca e poi maestra elementare. La musica era di casa: il padre suonava la tromba in una banda musicale, il nonno paterno era un liutaio norvegese immigrato in Canada, la nonna materna, dalle origini franco scozzesi, oltre a scrivere poesie amava ascoltare dischi di musica classica e suonava l’organo.
Nel 1946 la famiglia si spostò dapprima a Maidstone, poi a North Battleford e nel 1954 a Saskatoon. All’età di sette anni, dopo aver ascoltato Les Trois Cloches di Édith Piaf, chiese di poter prendere lezioni di pianoforte, ma presto abbandonò lo strumento a causa della rigidità dell’insegnante e della propria irrequietezza a fronte di uno studio sistematico, preferendo affidarsi alla creatività che le permise di comporre la sua prima canzone, Robin Walk, quando aveva soltanto sette anni. In tenera età dovette anche combattere contro una salute fragile: oltre a frequenti tonsilliti, si susseguirono l’appendicite a tre anni, il morbillo, la scarlattina, la rosolia e la varicella. Nel 1953 un’ondata di poliomielite si abbatté sul Canada, e, non ancora decenne, la piccola Joan venne colpita dalla malattia infiammatoria che la costrinse all’infermità e all’isolamento sociale, oltre che a trattamenti dolorosi in una corsia d’ospedale. Malgrado ciò, la bambina per mesi affrontò il male con risolutezza, approfittando del riposo forzato per dipingere e scrivere poesie e facendo del canto una terapia che nel tempo la portò alla guarigione a cui seguì un severo, autoimposto percorso di riabilitazione. Per un intero anno la madre si prese cura della sua formazione scolastica, finché Joan non fu in grado di frequentare la Queen Elizabeth Public School e successivamente gli istituti secondari Nutana e Aden Bowman. Poco incline alle materie scientifiche, studiava invece con interesse arte astratta e realismo figurativo. Un suo docente, Arthur Kratzmann, congratulandosi con lei per i suoi disegni, la spinse alla composizione poetica. e inoltre la giovane Joan prese lo spunto dal pittore Henry Bonli per cambiare il proprio nome in “Joni”. Contemporaneamente alla frequenza scolastica, la ragazza iniziò a sviluppare i propri gusti musicali: tralasciando il folk ritenuto noioso e intellettualistico, si volse al jazz e si appassionò al rock and roll di Chuck Berry perché le dava l’occasione di danzare, attività che a quindici anni praticava regolarmente nelle sale da ballo. Quanto alla sua formazione musicale, dopo gli scarsi risultati del pianoforte passò all’ukulele con il quale si esibì in qualche concerto locale, e anche con i soldi guadagnati foggiando abiti per alcuni negozi di abbigliamento locali poté comprarsi la sua prima chitarra che imparò a suonare da autodidatta con un manuale di Pete Seeger.

### Gli inizi

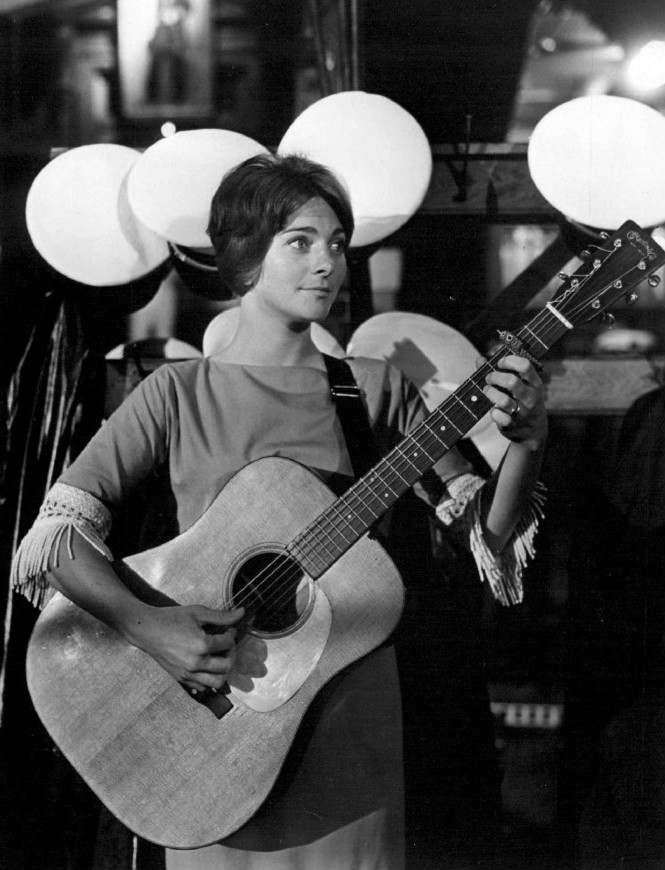
Judy Collins nel 1963

Nel 1963 Joan Anderson si trasferì a Calgary e si iscrisse all’Alberta College of Art. Durante i primi mesi del corso di studi seguì anche la musica folk in voga in quel momento, e cominciò a esibirsi in un locale folk appena aperto in città chiamato “The Depression!”. Delusa dall’impostazione formativa del College, dopo un anno decise di spostarsi a Toronto per intraprendere la carriera di folksinger, stimolata anche dalla programmata esibizione di Buffy Sainte-Marie – folksinger di cui era appassionata – al Folk Festival di Mariposa; l’evento le diede anche l’occasione di venire a contatto con altri musicisti e di conoscere la vivacità artistica della metropoli canadese. Durante il viaggio da Calgary a Toronto scrisse la sua seconda canzone, Day After Day, e giunta a destinazione si stabilì nel rione di Yorktown, quartiere bohémien nei cui coffee shop erano transitati musicisti come Gordon Lightfoot, Phil Ochs, Dave Van Ronk, Eric Andersen, Tom Rush, Odetta, David Clayton-Thomas, Buffy Sainte-Marie, Robbie Robertson, Denny Doherty (futuro componente dei Mamas and Papas). Nella città canadese, oltre a un vivace panorama folk e a molte opportunità per chi volesse avviarsi alla carriera di musicista, Yongue Street offriva una scena jazz che attirava musicisti di prestigio fra i quali Charles Mingus, Cannonball Adderley e Oscar Peterson. La giovane folksinger conobbe anche il cantante statunitense Chuck Mitchell quando entrambi si esibivano al club musicale Penny Farthing. Con Chuck si unì in matrimonio assumendone così il cognome e la coppia andò ad abitare a Detroit; presentandosi al pubblico come duo folk, si muovevano fra Detroit, Toronto e Philadelphia, e fecero anche una puntata a New York, lasciando poi Detroit e spostandosi nelle Carolina del Sud e del Nord. Ma Joni Mitchell era sempre più insoddisfatta del matrimonio e del rapporto artistico con il marito, e dopo due anni dalle nozze i due divorziarono. Intanto la folksinger era entrata nel giro di amicizie che comprendeva fra gli altri Neil Young, Buffy Sainte-Marie, Gordon Lightfoot, Ramblin' Jack Elliott, Dave Van Ronk, Tom Rush ed Eric Andersen – quest’ultimo le insegnò le accordature aperte che facilitarono la giovane chitarrista la cui mano sinistra era rimasta indebolita a causa della poliomielite.
Dopo la separazione dal marito, Joni Mitchell si trasferì a New York nel quartiere di Chelsea, e nella metropoli statunitense ebbe modo di raggiungere la popolarità nei locali folk di Bleecker Street, tra cui il Folk City e il Bitter End nei quali Joni Mitchell presentò le proprie composizioni. Nel biennio 1966-67 si fece conoscere al largo pubblico di appassionati attraverso le esibizioni nei suoi tour, città dopo città, dapprima da sola e poi con a fianco il nuovo manager Elliot Roberts. Nel luglio del 1967 prese parte per la prima volta al Newport Folk Festival, invitata da Judy Collins alla manifestazione insieme a Leonard Cohen, e tre mesi dopo conobbe David Crosby al Gaslight South di Miami. Fu un periodo di grande fertilità compositiva: durante quelle tournée, Mitchell scrisse canzoni che sarebbero apparse nei suoi primi quattro LP. Ad accrescere la notorietà della folksinger canadese contribuirono le interpretazioni di sue composizioni da parte di altri musicisti: Tom Rush eseguiva regolarmente Urge for Going nei suoi spettacoli, Buffy Sainte-Marie incise The Circle Game e Song to a Seagull, Dave Van Ronk registrò Both Sides, Now, Judy Collins interpretò Michael from Mountains e riscosse un grande successo con Both Sides, Now. Dall’altra sponda dell’Atlantico, i Fairport Convention inclusero nel loro primo album Chelsea Morning e I Don’t Know Where I Stand, e avevano nel loro repertorio dal vivo Marcie, Night in the City e Both Sides, Now.

### Il successo

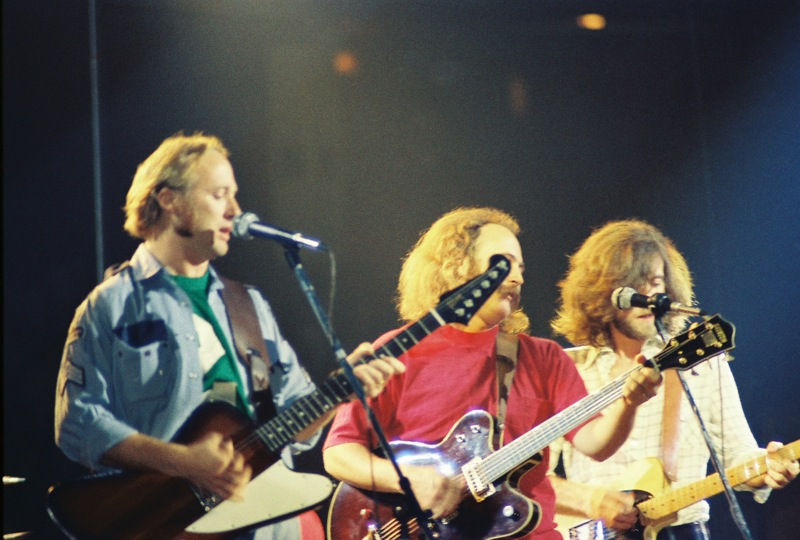
Stills, Crosby e Nash (1974)

Grazie anche alla popolarità indiretta il suo disco di esordio, Song to a Seagull, coprodotto da David Crosby per l’etichetta Reprise Records e immesso sul mercato nel 1968, ebbe un buon riscontro di vendite e anche la critica formulò giudizi molto positivi.
L’album era stato inciso agli studi Sunset Sound di Hollywood, a Los Angeles, dove Mitchell si era trasferita insieme a Crosby e al proprio manager, andando ad abitare in un bungalow nel leggendario Laurel Canyon, l’area nella quale in quegli anni si erano insediati molti musicisti della West Coast: fra gli altri, Stephen Stills, Graham Nash, Mama Cass, Frank Zappa, John Mayall, Jackson Browne, Carole King, Judy Collins, Jimmy Webb, Chris Hillman e Roger McGuinn dei Byrds, Glenn Frey e Don Henley degli Eagles, Arthur Lee dei Love, Nick St. Nicholas degli Steppenwolf, Micky Dolenz dei Monkees, Mark Volman dei Turtles, John Densmore e Robby Krieger dei Doors. Nel 1968, mantenendo il legame affettivo con Crosby, Joni Mitchell iniziò una relazione anche con Nash, decidendo infine di legarsi stabilmente con quest’ultimo, e questi incroci sentimentali si riscontrano nella canzone della folksinger Willy e in quelle di Crosby e di Nash, rispettivamente Guinnevere e Our House. Il gruppo restò comunque unito, fu anzi la folksinger a creare le condizioni perché si formasse il trio composto da Crosby, Stills e Nash.
Nel dicembre 1968 Mitchell partecipò al Miami Pop Festival, insieme a Fleetwood Mac, Marvin Gaye, Three Dog Night e Canned Heat; nel febbraio dell’anno seguente si esibì in un memorabile concerto alla Carnegie Hall di New York e poi intervenne a diversi festival folk/pop: Mississippi River, Uncola, Schaefer Music, Newport, Mariposa, Vancouver, Atlantic City e Big Sur, esperienze che arricchirono il suo bagaglio musicale facendola venire a contatto fra i tanti con Arlo Guthrie, Tim Hardin, la James Cotton Blues Band, James Taylor, la Paul Butterfield Blues Band, Doc Watson, Bruce Cockburn, Doug Kershaw, John Sebastian e Joan Baez. Nel maggio 1969 uscì Clouds, l’LP che restituiva alla folksinger canadese la paternità di molte sue composizioni già portate al successo da altri colleghi, motivi fra i quali spiccavano Chelsea Morning e Both Sides, Now; le canzoni erano già conosciute, ma il suono era nuovo e brillante a paragone con quello dell’album precedente, e con il disco la cantante si assicurò un Grammy Award per la migliore esecuzione folk.
In agosto avrebbe dovuto partecipare al festival di Woodstock; era attesa nella giornata che vedeva in programma altri nomi famosi – Jeff Beck, The Band, Blood, Sweat & Tears, Iron Butterfly, Joe Cocker, Crosby, Stills, Nash & Young e Jimi Hendrix – ma il management della cantante (di cui faceva parte anche David Geffen) reputò più vantaggioso per la sua popolarità prendere parte a uno show televisivo già programmato. Così la cantautrice dovette limitarsi a guardare il festival alla TV dell’albergo, e seguendo le immagini compose il brano Woodstock che, ripreso e inciso quasi subito dal gruppo californiano CSNY e pubblicato sul loro LP Déjà vu, sarebbe diventato un inno della Summer of Love e un classico che interpretava i costumi di un’intera generazione. La canzone apparve anche nel successivo LP della folksinger, Ladies of the Canyon, pubblicato nell’aprile del 1970. Disco di platino, il primo nel quale l’artista si accompagnava anche con il pianoforte, conteneva brani che la fecero emergere come pop star: fra tutti Big Yellow Taxi, che con i versi di taglio ambientalista divenne subito popolare tanto da essere ripresa da Bob Dylan, e che il New York Times etichettò come la prima composizione Ecology-folk.

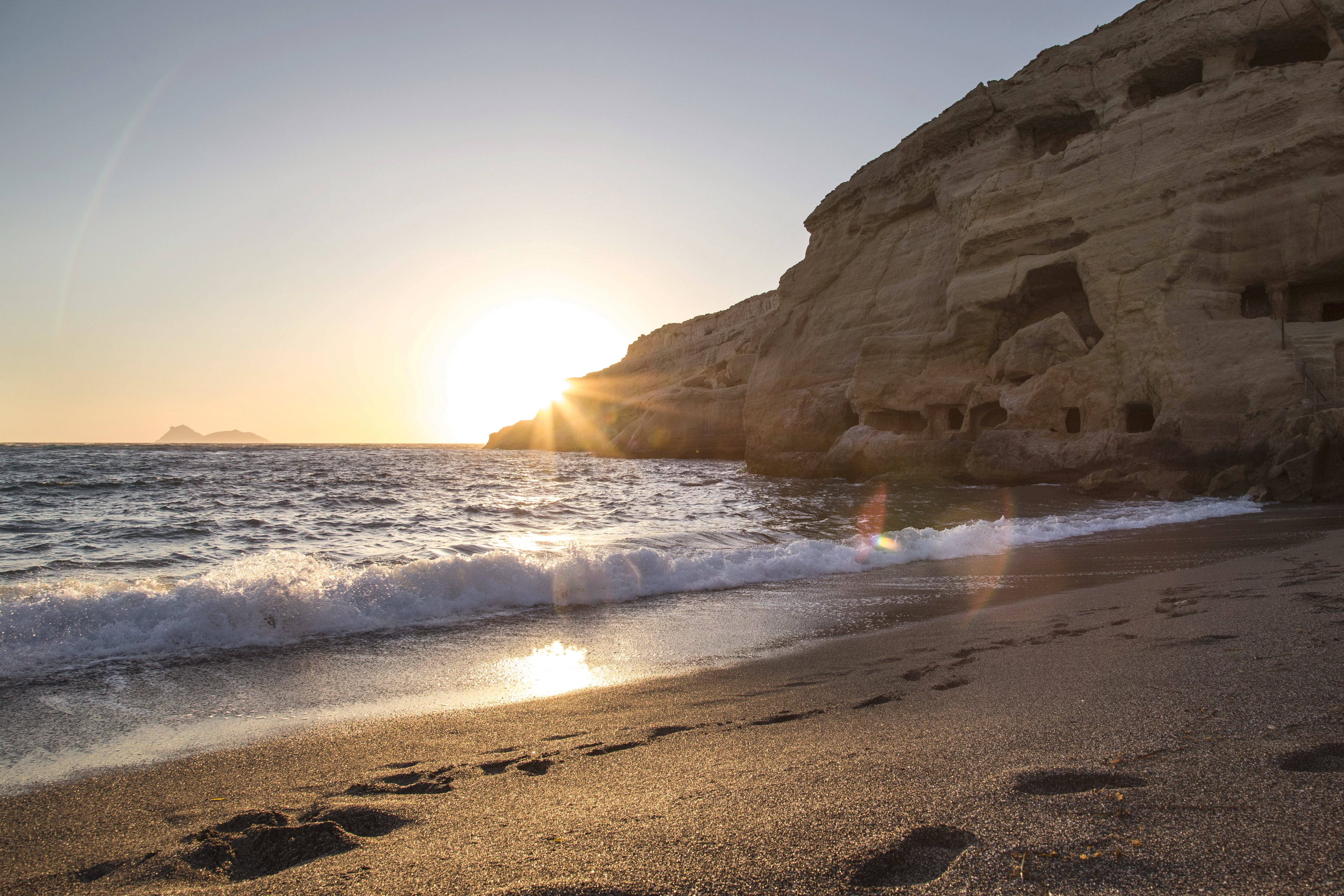
Una spiaggia di Matala al tramonto

Nel 1970 – eletta in un sondaggio dai lettori di Melody Maker la migliore cantante del mondo, superando figure ben più affermate come Grace Slick, Sandy Denny, Janis Joplin, Aretha Franklin, Christine Perfect, Laura Nyro, Judy Collins, Julie Driscoll e Joan Baez – Joni Mitchell fu in concerto alla Royal Festival Hall di Londra, poi tornò in USA per completare l’incisione di Ladies of the Canyon. Infine decise di staccare dai ritmi logoranti imposti dalle tournée e dagli spettacoli live e partì in compagnia di Penelope, un’amica canadese, alla ricerca di dimensioni rilassanti. Finì per trovarle in Grecia, nel piccolo villaggio cretese di Matala. Qui visse vicende a contatto con luoghi e persone che le fecero elaborare suggestioni emotive per la composizione del successivo album. Le sue uniche apparizioni avvennero al Mariposa Folk Festival e al raduno dell'isola di Wight.
Acclamato dalla critica, venduto in dieci milioni di copie nei soli Stati Uniti, considerato dalla cantautrice stessa “un punto di svolta”, il nuovo LP Blue mostra una vena di intensa malinconia per passate esperienze e di disincanto per il presente, mettendo a nudo tutta la vulnerabilità di Mitchell. L’album, pubblicato nel luglio del 1971, vede la folksinger avvicendare chitarra, pianoforte e dulcimer, coadiuvata da Stephen Stills al basso, James Taylor alla chitarra e Russ Kunkel alle percussioni; e, oltre a richiamare un’esperienza greca in Carey, molte composizioni sono scritte avendo in mente figure che avevano segnato la sua vita fino ad allora: Graham Nash (My Old Man), Leonard Cohen, (A Case of You e The Flight Tonight), Chuck Mitchell (The Last Time I Saw Richard); oltre a Little Green, composta nel 1966 e dedicata a Kelly Dale, la figlia avuta da giovane e data in adozione.
La stima acquisita nell’ambiente musicale era ormai consolidata: nel 1970 era fra le voci di sottofondo del singolo Tapestry di Carole King, e James Taylor – con il quale Joni Mitchell aveva intrapreso una relazione sentimentale – la volle nel coro del singolo Mud Slide Slim e in alcune tracce dell’album Mud Slide Slim and the Blue Horizon, in particolare nel brano Close Your Eyes. La sua voce è anche in If I Could Only Remember My Name, album del 1971 nel quale David Crosby si circondò di musicisti della West Coast.

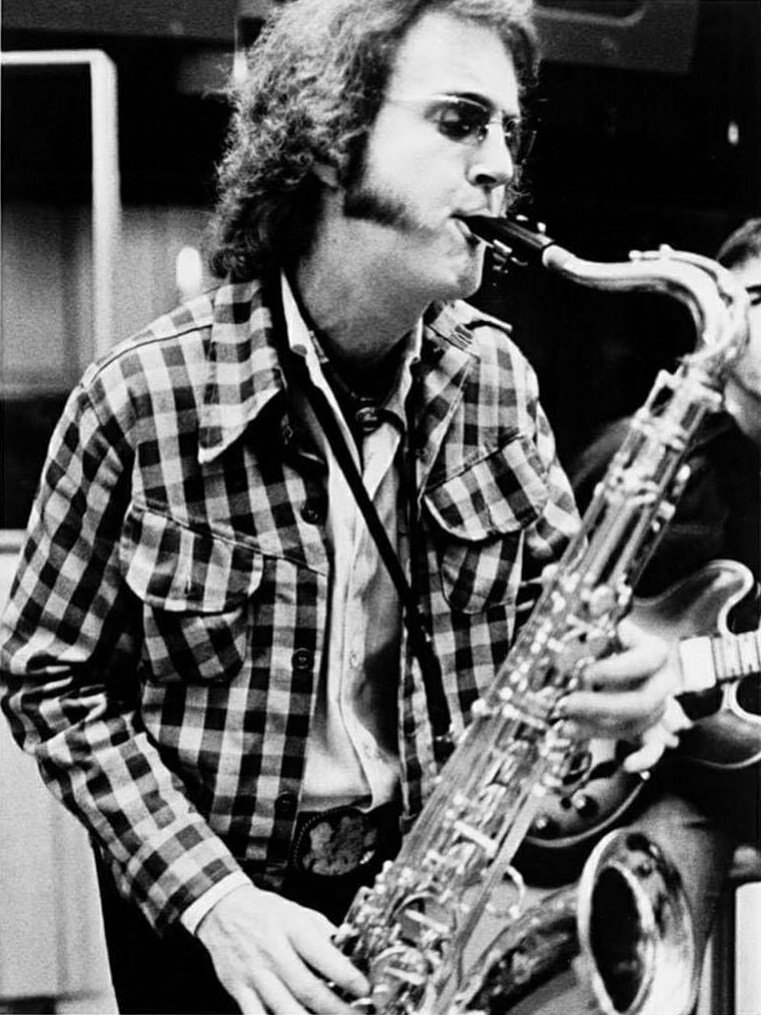
Tom Scott (1974)

Dopo le sofferenze viscerali espresse in Blue in uno stile intimo e colloquiale come mai prima nel songwriting, Joni Mitchell sentì la necessità di riacquistare le energie emozionali. Trovò rifugio in un ambiente tranquillo e isolato poco più a nord di Vancouver, il Pender Hamlet nella Sunshine Coast canadese che le permise anche di allontanarsi dal cinismo dell’industria discografica. Durante il suo esilio volontario, la solitudine e la quiete del luogo – che la musicista definì il proprio “Eden privato” – favorirono la composizione dei brani che sarebbero confluiti nell’album seguente. Uscì dal suo ritiro nel settembre 1971, unendosi a Crosby e Nash in un concerto tenutosi a Vancouver e poi facendo ritorno a Los Angeles, alla ricerca di strumentisti necessari per le sue nuove composizioni che richiedevano arrangiamenti più elaborati. L’anno successivo, insieme a Jackson Browne la folksinger fu dapprima in una tournée invernale nel Nord America, poi nel maggio il tour europeo toccò Manchester, Londra, Francoforte, Amsterdam e Parigi, concludendo il 1972 con quattro concerti al Troubadour di Los Angeles che registrarono il tutto esaurito.
For the Roses fu pubblicato nel 1972 per l’etichetta Asylum, da poco fondata da Geffen. A differenza dei precedenti, l’album ha una sezione ritmica stabile, dotazioni strumentali più ricche e arrangiamenti più elaborati, anche in virtù dell’intervento in molte tracce del sassofonista Tom Scott che con i suoi assolo dalle forti inflessioni jazzistiche in Cold Blue Steel and Sweet Fire e in Barangrill contribuisce a rendere il lavoro un disco di transizione. Inoltre l’album rende evidente nella cantautrice il cambiamento nella qualità della propria voce, divenuta più profonda e sensuale. I brani For the Roses, Cold Blue Steel and Sweet Fire, Electricity, The Blonde in the Bleacher, Woman of Heart and Mind e See You Sometimes sono dedicati a James Taylor, alle sue fragilità di tossicodipendente e ai modi sprezzanti con i quali veniva trattato dalla critica.

### Verso nuove sonorità

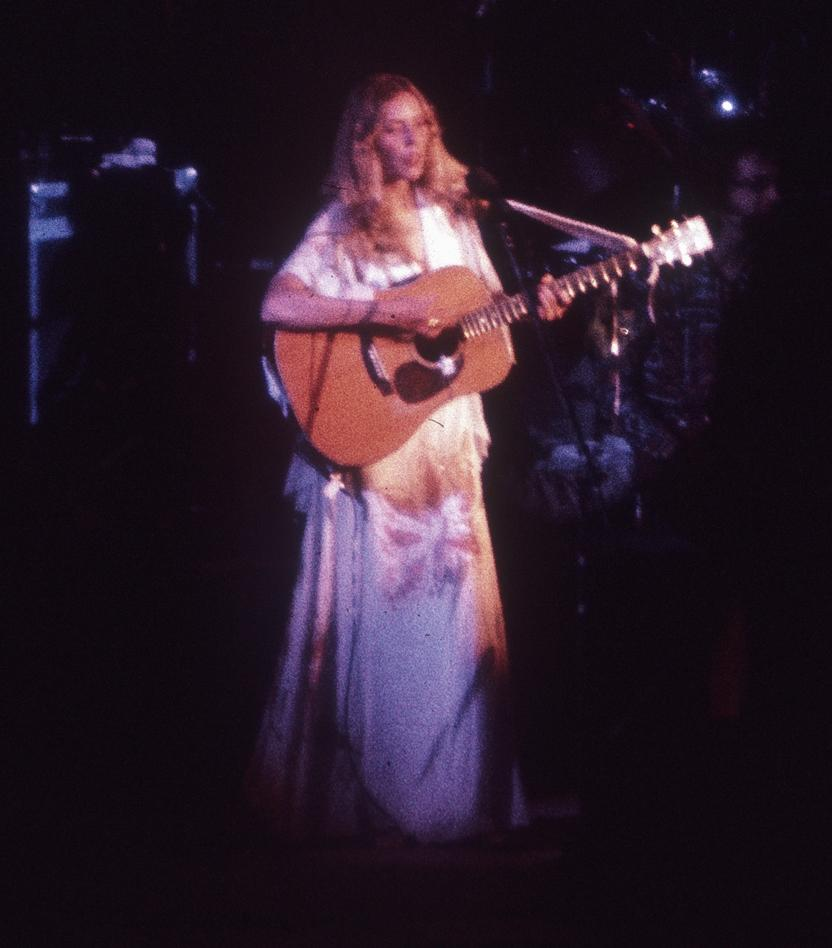
Joni Mitchell in concerto nel 1974

Il 1973 costituì un anno di pausa nel quale Joni Mitchell osservò il mondo musicale e, oltre a coltivare la sua passione per il disegno, la pittura e la fotografia, assimilò nuovi stili musicali e sonorità innovative. Tutte queste riflessioni sbocciarono nell’album Court and Spark, disco che, secondo la periodizzazione del critico Lloyd Whitesell, inaugura il secondo ciclo della produzione della cantautrice canadese. Per la sua realizzazione, Joni Mitchell ebbe bisogno di un gruppo di supporto che trovò nella L.A. Express, formazione jazz-rock guidata da Tom Scott – musicista già presente in For the Roses – a cui si aggiunsero in tracce sparse Robbie Robertson, Wayne Perkins, José Feliciano, The Crusaders, Crosby, Stills e Nash. La crescita musicale della cantautrice era in quel periodo fortemente influenzata dall’ascolto dei lavori di Miles Davis e di John Coltrane, e dalle atmosfere musicali che circolavano in California grazie anche alla presenza di grandi strumentisti jazz – Gerry Mulligan, Chet Baker, Stan Getz – e all’afflusso a Los Angeles di Herbie Hancock e Wayne Shorter provenienti da New York,
In contrasto con quello precedente, l’anno 1974 fu per Joni Mitchell molto produttivo. A gennaio fu messo in commercio Court and Spark, nel quale la musicista dismise i panni della donna vulnerabile per produrre un disco ricco di modulazioni jazz che riscosse ampio successo commerciale e di critica e nel quale l’iniziale, semplice voce sostenuta dalla chitarra acustica si era trasformata in un intreccio di strumentazioni elettriche e fiati, con arrangiamenti e sovraincisioni vocali di accompagnamento composti dalla cantautrice stessa. Subito dopo la pubblicazione, la cantante e la L.A. Express (Tom Scott ai fiati, Robben Ford alla chitarra, Larry Nash alle tastiere, Max Bennett al basso e John Guerin alle percussioni) partirono per settantacinque concerti che li videro impegnati principalmente negli USA con puntate in Canada, esibizioni che richiamarono un pubblico numericamente mai visto prima. Da alcuni di quei concerti – al Berkeley Community Theatre, al Music Center e allo Universal Amphitheatre di Los Angeles – venne ricavato il doppio live intitolato Miles of Aisles. Inoltre, a metà di settembre Joni Mitchell tenne uno storico concerto al Wembley Stadium di Londra a cui parteciparono anche Jesse Colin Young, The Band, gruppo che suonava a supporto di Dylan, e, riunitisi per l’occasione, Crosby, Stills, Nash e Young. All'evento, che si svolse da mezzogiorno alle dieci di sera, assistettero novantamila spettatori.

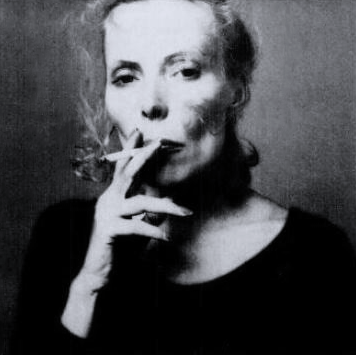
Joni Mitchell (1975)

Nel frattempo l’artista continuava nella sua ricerca musicale. Il risultato fu l’album The Hissing of Summer Lawns, pubblicato nel 1975, nel quale la cantante abbandonò gli schemi pop/folk per virare verso ritmi sincopati e moduli jazz; precursore della tecnica del campionamento e della musica etnica, l’LP, che evidenziava l’ossessione della natura selvaggia sotto la superficie suburbana, contiene alcune composizioni che costituivano dei ritratti in terza persona, soluzione lirica che avrebbe ispirato Elvis Costello e Prince. Il brano di apertura, In France They Kiss on Main Street, pare essere il trait d’union con il precedente album, in particolare con la traccia Free Man in Paris; ad essa segue The Jungle Line, che presenta la campionatura di veri tamburi di guerra Burundi. Prima di intraprendere il tour promozionale per il nuovo lavoro, a fine ’75 Joni Mitchell si unì al Rolling Thunder Revue, una carovana di musicisti – oltre alla cantante canadese ne facevano parte fra gli altri Bob Dylan, Ramblin' Jack Elliott, Roger McGuinn, Joan Baez, T-Bone Burnett, Ronee Blakley – nei concerti dal 13 novembre al 12 dicembre. A fine febbraio del 1976, interrotta la tournée promozionale, insieme a due amici la cantante partì in macchina da Los Angeles. I tre sostarono in Colorado e poi ripartirono verso il nord est facendo tappa a Toronto e raggiungendo il New England. Qui il gruppo si separò e Joni Mitchell si fermò qualche giorno a New York, poi ripartì per la Florida e da lì fece rotta verso Los Angeles, attraversando in incognito gli Stati meridionali. Durante quelle settimane on the road per le strade degli Stati Uniti compose – spesso mentre guidava – i brani contenuti in Hejira, album pubblicato nel novembre del 1976 e nel quale le influenze jazzistiche, ormai divenute strutturali nella sensibilità musicale di Mitchell, vengono esaltate dagli interventi del bassista Jaco Pastorius, membro dei Weather Report, alla prima collaborazione con la cantautrice. È un lavoro ricco di emozioni, e come l’aviatrice protagonista di Amelia Joni Mitchell non di rado si librava in volo solitaria. Nel viaggio incontrò a Memphis il mitico bluesman Furry Lewis che la ispirò per il brano Furry Sings the Blues. Il brano d’apertura, Coyote, e quello seguente, Amelia, sono rivolti rispettivamente a Sam Shepard e ad Amelia Earhart, la terza traccia, Furry Sings the Blues, è arricchita dall’armonica a bocca suonata da Neil Young. In quel viaggio estenuante, la cocaina le fu di aiuto per stimolare la creatività compositiva.
Nel 1976 Joni Mitchell risultò di nuovo al primo posto in un sondaggio proposto da Melody Maker, precedendo nell’ordine Kiki Dee, Diana Ross, Grace Slick, Sonja Kristina, Emmylou Harris, Patty Smith, Maggie Bell, Linda Ronstadt e Karen Carpenter. A novembre di quell'anno partecipò al concerto d’addio del gruppo The Band che ebbe luogo al Winterland di San Francisco; l’evento fu filmato da Martin Scorsese e uscì nelle sale con il titolo The Last Waltz. L’anno successivo la cantante canadese andò a Rio de Janeiro in occasione del Carnevale, e alle sonorità catturate in Brasile si ispirò per il successivo doppio album dal titolo Don Juan's Reckless Daughter, al quale parteciparono anche Glenn Frey, Chaka Khan e John David Souther ai cori; e soprattutto il sassofonista Wayne Shorter. La sezione delle percussioni della traccia Dreamland radunava Don Alias al rullante, Alejandro Acuña agli shaker, Manolo Badrena alle conga, e nell’occasione Pastorius suonava il campanaccio. Nel nuovo lavoro ricorrono improvvisazioni e temi onirici (Paprika Plains), fantasie in stile calipso con riferimenti testuali alla tradizione centro- e sudamericana (Dreamland) ma anche melodie in tono con produzioni precedenti. Pubblicato a dicembre 1977 negli USA e ai primi di gennaio del 1978 in Gran Bretagna, il disco ricevette recensioni assai tiepide.

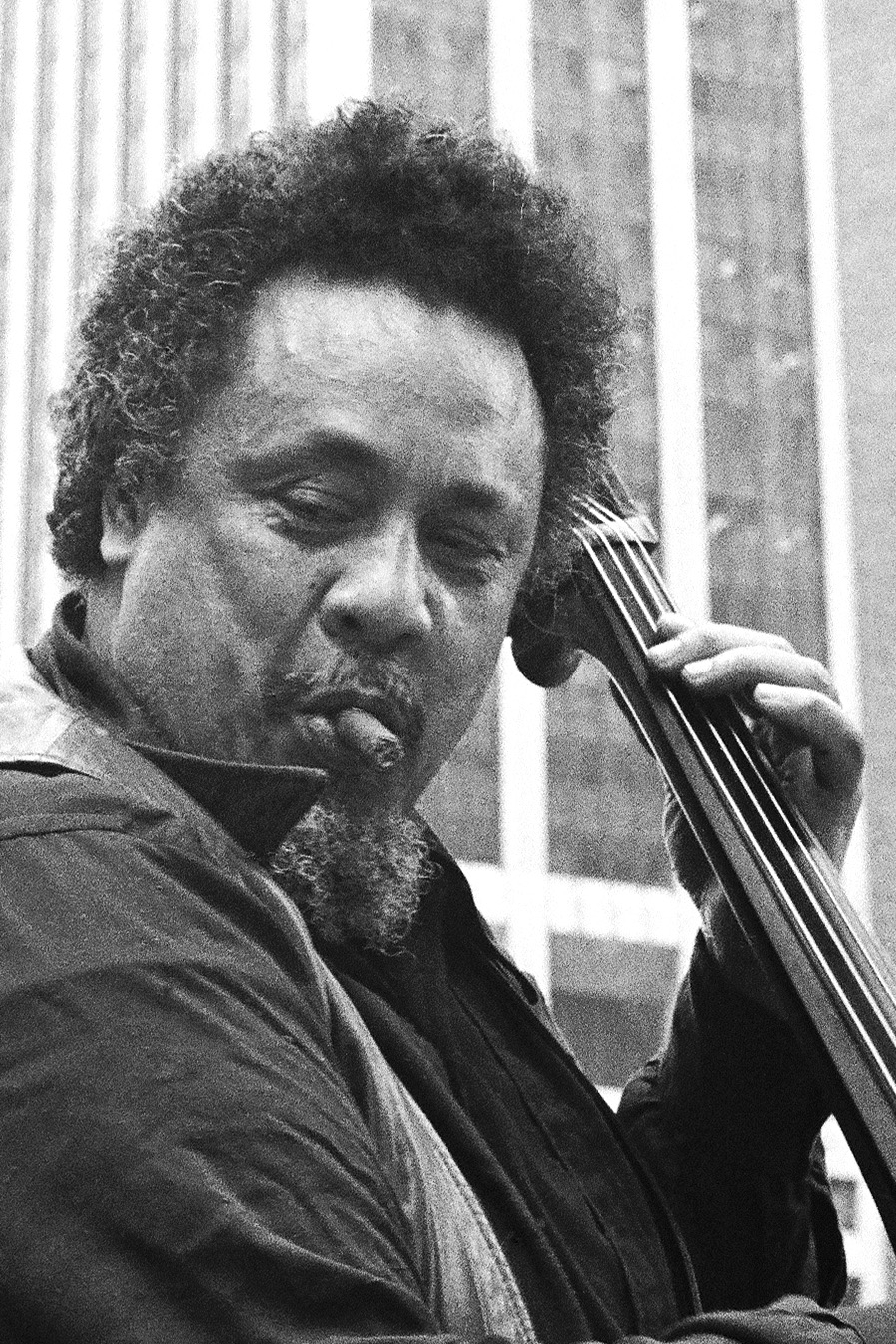
Charles Mingus (1976)

Dopo Don Juan’s Reckless Daughter Joni Mitchell fu impegnata per un anno nel progetto voluto da Charles Mingus. Venne contattata dal contrabbassista nell’aprile del 1978 e le fu chiesto di collaborare ai testi per dare forma musicale ai Quattro quartetti, opera del poeta T. S. Eliot. Con la morte del grande contrabbassista agli inizi del 1979, Mitchell trovò lo stimolo per affrettare la composizione di un album-tributo in onore di Mingus; insieme a lei erano presenti Don Alias, Wayne Shorter, Jaco Pastorius, Herbie Hancock e Peter Erskine. Ciascuna traccia venne registrata più volte da strumentisti diversi: Tony Williams, Stanley Clarke, Gerry Mulligan, John McLaughlin, Jan Hammer, su nastri non utilizzati e andati perduti. Terminata l’incisione nella tarda primavera, Mingus venne pubblicato a luglio. Come per il lavoro immediatamente precedente, le recensioni dei critici si divisero.
Joni Mitchell era ormai entrata nel circuito jazz e aveva fatto la conoscenza di molti musicisti di quel genere musicale, in particolare quelli orientati anche al jazz rock. Ebbe l’idea di farsi supportare dall’intera formazione dei Weather Report – com’era accaduto precedentemente con la L.A. Express – trovando però la sprezzante opposizione del co-leader Joe Zawinul che rifiutava il paragone fra i due gruppi. Radunò allora attorno a sé il chitarrista Pat Metheny, il tastierista Lyle Mays, il sassofonista Michael Brecker che prese il posto di Shorter, insieme a Pastorius e a Don Alias promosso a batterista; era presente anche il gruppo vocale The Persuasions. Questa formazione, dopo una tournée negli USA, si presentò nel settembre 1979 al Santa Barbara Country Bowl per un concerto da cui fu tratto il doppio disco dal vivo Shadows and Light pubblicato nel settembre 1980, a cui fece seguito l’uscita di un video. Fu anche pubblicato un bootleg dal titolo California ricavato dalle esibizioni del 12-16 settembre 1979, con materiale registrato al Greek Theatre di Berkeley. Nel quadro del Bread and Roses Festival of Music lo stesso luogo ospitò a ottobre 1980 la performance della musicista sul palco insieme al bluesman Albert King. Si chiudeva così per Joni Mitchell un decennio di successi, di sperimentazioni, di tentativi e di rischi.

### Le sperimentazioni elettroniche

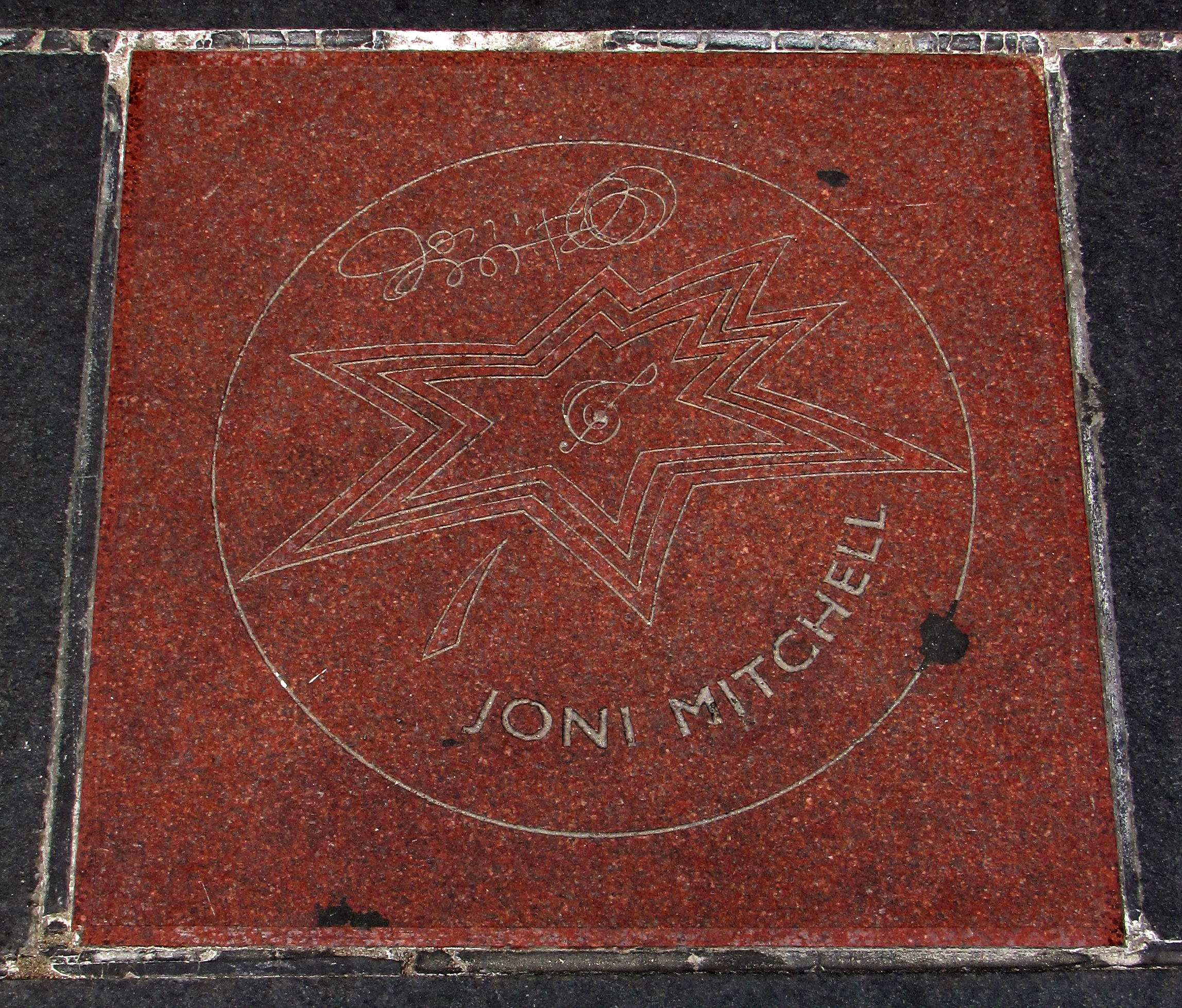
La stella di Joni Mitchell nella Walk of Fame del Canada

Il 5 febbraio 1981 Joni Mitchell venne inserita nella Canadian Hall of Fame. Ma la sua stella, così brillante negli anni settanta, si stava offuscando: attraversati con soddisfazioni umane e artistiche gli anni sessanta e settanta, si apprestava ora ad affrontare con disagio il decennio seguente. Per i quindici anni successivi i concerti dal vivo della musicista canadese si diradarono, l’interesse dei giornali e dei palinsesti radiotelevisivi declinò in confronto all’attenzione che le era stata dedicata nel decennio precedente e l’artista si trovò solitaria, con un ristretto gruppo di ammiratori che non smise di seguirne i passi, e la produzione della musicista negli anni ottanta – un pop intrecciato all’elettronica, con una presa di coscienza politica – sarebbe stata la meno fortunata dal punto di vista commerciale e di critica. Anche a causa del suo disdegno per MTV si considerava ostracizzata dalle onde radio e si ritenne persino inclusa in una lista di persone indesiderate da parte della prestigiosa rivista Rolling Stone a causa di una lite con il suo fondatore Jann Wenner.
Gli scenari cambiavano, iniziava l’epoca del digitale, le strumentazioni acustiche sembravano appartenere al passato, MTV creava video star, i sogni di Woodstock si andavano affievolendo. Dopo un sodalizio umano e professionale che aveva attraversato più di dieci anni, Mitchell lasciò l’agenzia del manager Elliot Roberts – al suo posto subentrò Peter Asher – e si separò dall’ingegnere del suono Henry Lewy. Il 21 novembre 1982 si sposò con Larry Klein, bassista della formazione con cui la musicista aveva lavorato a Wild Things Run Fast, in uscita in quel momento. Il nuovo LP esplora il tema della relazione amorosa inserendo anche spunti di nostalgia e di rammarico – i versi di Chinese Café contengono un mesto accenno alla bimba partorita e data poi in adozione. La sezione strumentale comprendeva – oltre a Klein al basso – John Guerin alla batteria, Larry Carlton alla chitarra, Wayne Shorter al sax soprano, Steve Lukather alla chitarra elettrica, Russell Ferrante e Larry Williams alle tastiere. Il disco venne pubblicizzato con un tour mondiale che durò da febbraio a luglio 1983 e che toccò Giappone, Australia, Nuova Zelanda, Gran Bretagna, Irlanda, Belgio, Olanda, Svizzera, Francia, Germania, Italia, Svezia, Norvegia, Danimarca, Stati Uniti e Canada. I critici musicali, ritenendo le composizioni “facili” e fuori moda, stroncarono l’album.

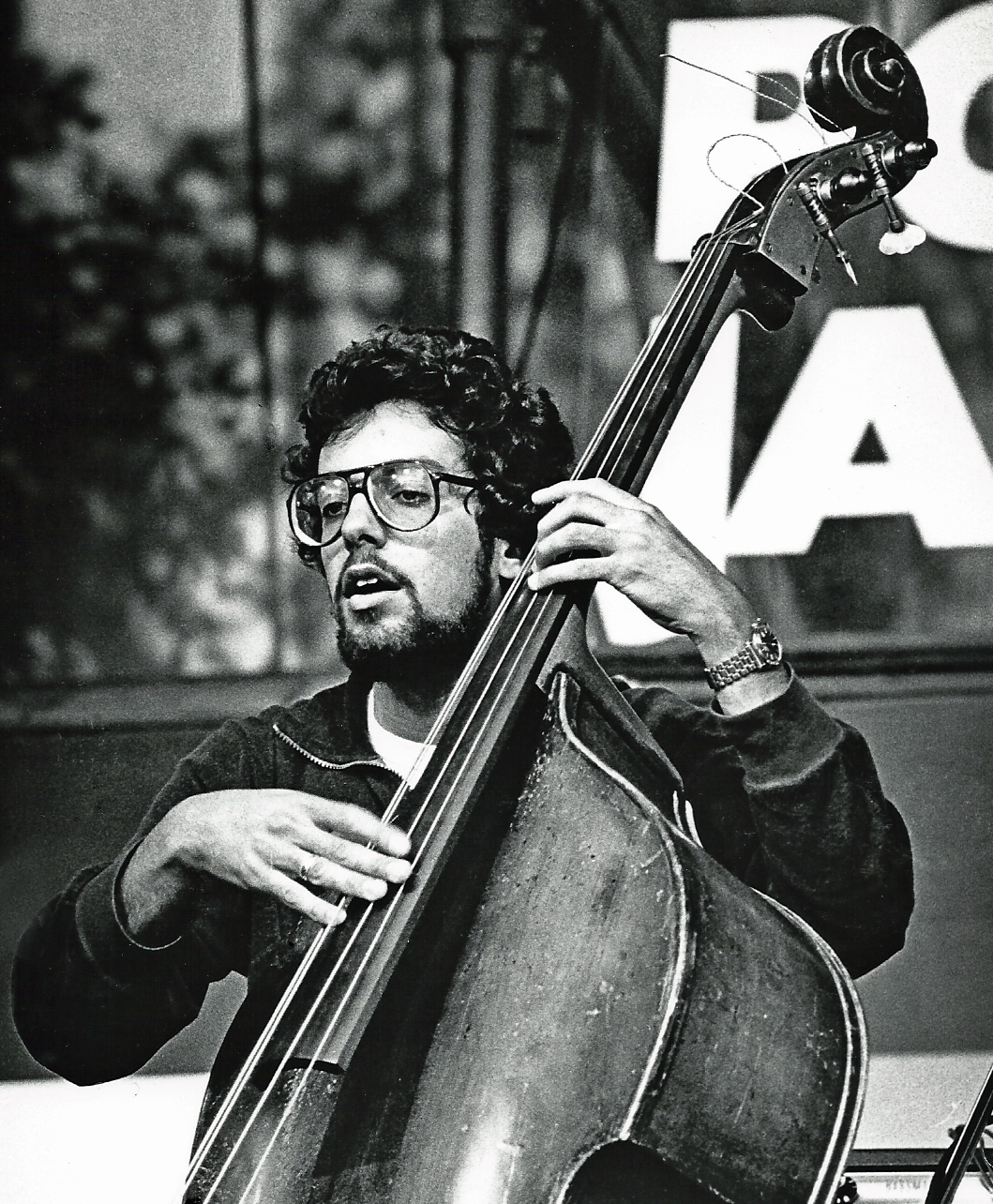
Larry Klein (1978)

Quel decennio fu per l’artista canadese un periodo difficile. Il trascorrere degli anni era per lei fonte di scoraggiamento e di depressione; le fu accanto Larry Klein che cercò anche di aiutarla a superare la dipendenza dal fumo, ma senza successo. Scoprì di essere incinta e dovette affrontare da sola un aborto spontaneo soffrendone le conseguenze fisiche e psicologiche, oltre alla momentanea assenza del marito che fu per lei motivo di delusione e che incrinò la relazione matrimoniale. Nell’estate del 1985, mentre era alla guida dell’auto venne investita da un'altra macchina condotta da un guidatore ubriaco e fu a un passo dalla morte; e insorsero le prime manifestazioni della sindrome da post-poliomielite.
I cambiamenti dal punto di vista strumentale e artistico la portarono a sperimentare nuove vie, con risultati non sempre valorizzati. Altri colleghi si trovarono a fronteggiare i tempi in evoluzione: Linda Ronstadt intraprese la strada della New wave, Paul Simon andò incontro a un fallimento con l'album Hearts and Bones, James Taylor e Jackson Browne misero a segno un paio di successi prima di scomparire dalla scena musicale. Joni Mitchell si giovò dell'aiuto di Klein – che aveva imparato a suonare il sintetizzatore Fairlight CMI – e della consulenza di Thomas Dolby che diventò così coproduttore dei lavori futuri, ma il rapporto professionale fra la musicista e Dolby si rivelò problematico e conflittuale in diverse circostanze. Fu Dolby nel 1985 a produrre Dog Eat Dog, a cui contribuì con il sintetizzatore; il lavoro fu registrato agli studi Galaxy, delle precedenti formazioni rimanevano Shorter, Klein e Vinnie Colaiuta, e vi predominano le percussioni elettroniche, il Fairlight e il sintetizzatore; e per questo l’LP è caratterizzato da un sound metallico. Fra i versi spiccano le invettive contro i predicatori evangelici che per televisione andavano all'assalto delle coscienze, il tramonto del pensiero critico, la denuncia di uno sviluppo distorto del pianeta in nome del profitto e di un’iniqua distribuzione della ricchezza che creava un mondo diviso fra pochi ricchi e una moltitudine di poveri. Un album in cui molti fan faticarono a riconoscere la musicista canadese.
Nel 1986 Mitchell partecipò a un concerto in favore di Amnesty International dividendo il palco con gli U2 e i Police e poi si ritirò temporaneamente dalle scene live. A fine agosto 1987 apparve in uno show televisivo accompagnata da Herbie Hancock, Wayne Shorter e Bobby McFerrin, e cantò due brani tratti da Hejira: la title track e Furry Sings the Blues. Attraverso il marito fece la conoscenza di Peter Gabriel con cui Klein aveva finito di incidere l’album So ad Ashcombe House, negli studi di registrazione dell’ex vocalist dei Genesis situati a Bath. Fu qui che la musicista incise Chalk Mark in a Rain Storm, pubblicato nell'aprile del 1988, il cui titolo è il penultimo verso del brano The Beat of Black Wings che si ispira al bombardamento aereo compiuto nel 1986 dagli Stati Uniti ai danni della Libia e ai traumi causati ai soldati americani, album composto in un periodo nel quale i media veicolavano immagini di guerra e distruzione. Il lavoro contiene fra gli altri brani Tea Leaf Prophecy, che mescola l’antimilitarismo con una leggenda di famiglia secondo la quale una zingara, attraverso la lettura delle foglie di tè rimaste nella tazza di Mickey McKee, le avrebbe predetto un matrimonio entro un mese e un parto nel giro di un anno, circostanze che si verificarono puntualmente.

### Il ritorno all’acustica
Nel 1990 l'artista canadese prese parte alla riedizione di The Wall assieme al suo creatore Roger Waters e a fianco di altri musicisti fra i quali Sinéad O'Connor, alcuni componenti della formazione The Band, Bryan Adams, Van Morrison, Cyndi Lauper e il gruppo The Scorpions, trovando un ambiente musicale freddo e colleghi distaccati ai limiti dell'ostilità. Quell'esperienza segnò l'inizio di un decennio decisivo per la carriera musicale di Joni Mitchell che ricevette prestigiosi riconoscimenti: il Polar Music Prize assegnato dalla Svezia, l'introduzione nella Rock Hall of Fame e il Grammy of the Year per Turbulent Indigo, il Canada's Gemini Award e il Billboard Century Award. Nel 1991 fu la volta dell’LP Night Ride Home, definito dalla compositrice «una raccolta di canzoni d’amore di mezz’età»; alla tavolozza strumentale la musicista canadese aveva introdotto l'oboe, il billatron e l'omnichord. L'album ebbe recensioni positive da parte della stampa specializzata che vide nel lavoro un ritorno dell’artista alle proprie radici musicali e culturali. Nel brano Cherokee Louise Mitchell rievoca i propri ricordi di ragazza a Saskatoon e di un'amica indiana costretta a subire violenze sessuali dal padre adottivo. Non altrettanta fortuna ebbe il video associato all'album dal titolo Come In from the Cold, che dalla stessa stampa venne invece stroncato. A giugno del 1993 si esibì da sola dopo ventun’anni, in un concerto al Drake Stadium di Westwood nel quale sfilarono fra i tanti Arlo Guthrie, Judy Collins, i Jefferson Starship, Roger McGuinn, John Prine ed Eric Andersen.

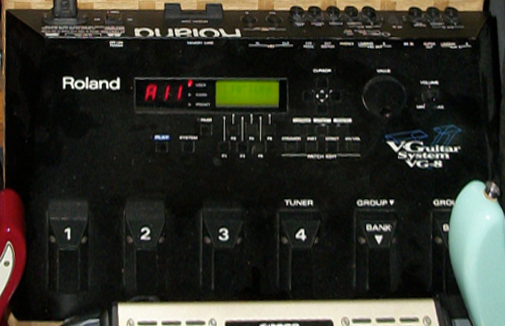
Sintetizzatore per chitarra Roland VG-8

Turbulent Indigo venne messo in commercio alla fine del 1994, quando Joni Mitchell si era appena separata da Klein. Dal nuovo album traspariva malinconia e stanchezza, e questo taglio intercettava il sentire di una generazione. Secondo la musicista voleva essere il disco di addio: un cerchio si chiudeva, come agli inizi ritornava a incidere per la Reprise Records, e David Crosby rispuntava in qualità di coautore di un brano. Era una Mitchell distopica e scoraggiata nel vedere con tristezza il degrado umano e la diffusa violenza, con spirito lontano dalle illusioni degli anni settanta. L’album ricevette due Grammy Awards, uno per il disco e l’altro per la copertina in stile Van Gogh. Anche lo show televisivo Intimate and Interactive, trasmesso da Canadian TV nello stesso anno, segnò il recupero delle radici musicali dell’artista che affondavano nei coffee shop canadesi. Mitchell si presentò con la sola chitarra acustica, e fra gli altri pezzi cantò The Magdalena Laundries, composizione che narrava del ritrovamento dei corpi di centinaia di donne che la morale cattolica considerava depravate o deviate e che perciò venivano uccise e sepolte, una barbara consuetudine che si protrasse per quasi due secoli con l’avallo del clero.
Il 1995 fu un anno chiave. Il 6 maggio si esibì al New Orleans Jazz and Heritage Festival, supportata dalla batteria di Brian Blade. Aveva programmato di ritirarsi dalle scene musicali dopo quella performance, ma il nuovo modello di synth per chitarra Roland VG-8, programmato per permetterle di cambiare l'accordatura senza perdere tempo con le meccaniche la fece desistere dal proposito. Nel 1997 si ricongiunse fortunosamente con la figlia trentunenne Kilauren Gibb, data in adozione alla nascita, scoprendo anche di avere un nipote, figlio di Kilauren. Questa riunione la portò a rinunziare alla cerimonia di inserimento nella Rock and Roll of Fame per stare con la ritrovata famiglia. Dopo qualche momento emotivamente complicato, dal 2000 madre, figlia e i nipoti Marlin e Daisy si incontrano periodicamente a Toronto o nelle abitazioni di Mitchell a Bel Air o nei pressi di Vancouver.

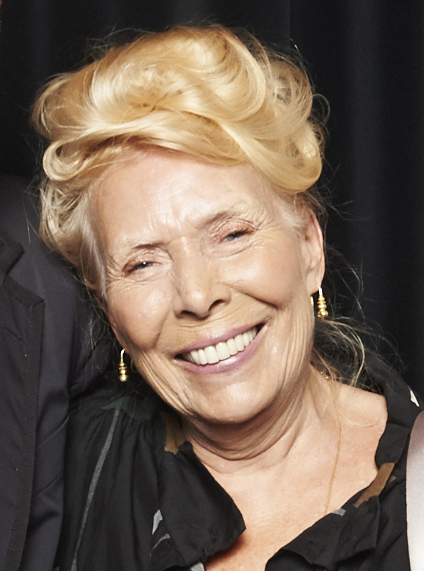
Joni Mitchell nel 2013

Giunse così nel 1998 il suo successivo lavoro originale, Taming the Tiger (dove la tigre simboleggiava lo show business che la musicista canadese era riuscita a domare). Vi figuravano anche Blade, Shorter e Klein. Alla pubblicazione dell'album fece seguito una tournée promozionale. Un altro tour la vide sui palchi insieme a Hancock e Wallace Roney, con orchestre diverse in ciascuna città toccata; seppur breve, questa fatica la ridusse in uno stato di estrema fragilità fisica. Nel 2000 Joni Mitchell incise un album che intendeva ripercorrere la propria carriera attraverso alcuni brani standard, e ne nacque Both Sides Now. Due anni dopo registrò un album doppio, una ricostruzione delle proprie composizioni, che intitolò Travelogue. Entrambi i lavori vedevano un’orchestra di supporto. E per finire, nel 2007 fu la volta di Shine. Negli anni Joni Mitchell aveva interiorizzato l'importanza per l'ambiente e aveva criticato la guerra in Iraq con maggiore violenza di quanto avesse fatto con il Vietnam, e queste tematiche trovarono posto nell’ultimo disco che la folksinger iniziò a comporre nel 2006. Il lavoro conteneva la title track dallo spirito ecumenico, e fra gli altri brani One Week Last Summer, che ricalcava la tradizione del Das Lied von der Erde di Gustav Mahler e che si aggiudicò un Grammy per il miglior pezzo strumentale.
Dopo anni di lontananza dal palco, Joni Mitchell venne coinvolta in un progetto coreografico che la riportò alla sua passione giovanile per la danza. Lo spettacolo, con le sue musiche, si intitolava The Fiddle and the Drum: messo in scena nel febbraio del 2007 a Calgary, ottenne grande successo e Mitchell, presente con discrezione sul palco, chiamata alla ribalta al termine dello show fu omaggiata calorosamente dal pubblico entusiasta.
Il 31 marzo 2015 la musicista venne ritrovata sul pavimento della sua cucina in stato di incoscienza da tre giorni. Immediatamente ricoverata in ospedale e sottoposta a operazione chirurgica, le fu diagnosticato un trauma cerebrale causato da un aneurisma. Si riprese molto lentamente, circondata dall’affetto di Klein e dell'amico Daniel Levitin, dopo un periodo di immobilità a letto e continui interventi di fisioterapia.

### Rientro in scena

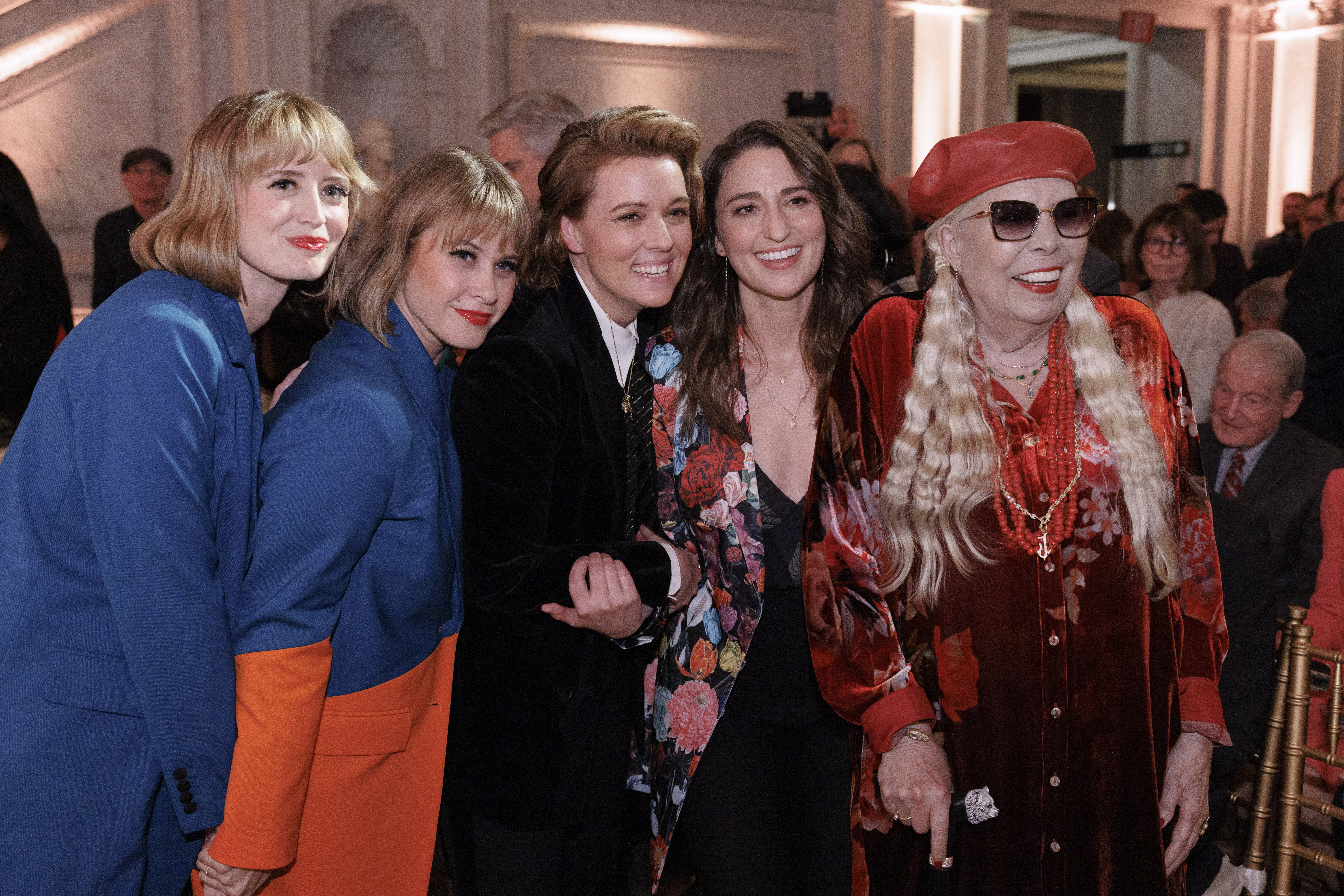
Cerimonia di consegna del Gershwin Prize: da sinistra Jess Wolfe, Holly Laessig, Brandi Carlile, Sara Bareilles e Joni Mitchell (2023)

Il 24 luglio 2022 Joni Mitchell è riapparsa a sorpresa al Newport Folk Festival, lo stesso palcoscenico che l’aveva vista esordire nel 1967. In quest’occasione ha fatto da supporto alla musicista canadese un gruppo guidato da Brandi Carlile nel quale figuravano Phil e Tim Hanseroth, Wynonna Judd, Marcus Mumford, Celisse, Jess Wolfe e Holly Laessig dei Lucius e Taylor Goldsmith dei Dawes. Da questa esibizione sono stati tratti per la Rhino records un CD e due dischi di vinile. Nel febbraio dell’anno successivo, la cantautrice ha ricevuto il premio Library of Congress Gershwin Prize for Popular Song, e in quell’occasione è stata festeggiata da uno spettacolo a cui hanno preso parte anche James Taylor, Graham Nash, Annie Lennox, Herbie Hancock, Cyndi Lauper, Angélique Kidjo, Ledisi e Diana Krall, e altri artisti presenti a Newport. Il 10 giugno si è esibita al Gorge Amphitheatre di Quincy, nello stato di Washington, in un concerto a pagamento – l'ultimo era stato vent'anni prima. Insieme a lei erano Carlile in qualità di ospite d’onore, Annie Lennox, Mark Isham, Wendy & Lisa, Lucius, Sarah McLachlan, Marcus Mumford. A febbraio 2024 ha ricevuto il Grammy Award per il miglior album folk, e nell’occasione si è esibita insieme a Brandi Carlile, Jacob Collier, Blake Mills, Allison Russell e SistaStrings; e il mese dopo, per celebrare Elton John e Bernie Taupin, anch’essi insigniti del Library of Congress Gershwin Prize for Popular Song, ha partecipato a un concerto insieme a Garth Brooks, Brandi Carlile, Annie Lennox, i Metallica, Maren Morris, Billy Porter e Charlie Puth.
Il 19 e il 20 ottobre 2024, Joni Mitchell si è esibita all’Hollywood Bowl in due concerti che hanno registrato il tutto esaurito. In quella occasione era supportata da Brandi Carlile e affiancata da Annie Lennox, Jon Batiste, Jacob Collier, Blake Mills, Marcus Mumford, Rita Wilson e Robin Pecknold. Oltre a Summertime di George Gershwin e I'm Still Standing di Elton John, lo show di tre ore ha visto la cantautrice canadese ripercorrere alcuni dei suoi brani più celebri.
Le devastazioni dovute agli incendi nel sud della California sono state oggetto di alcuni concerti di beneficenza, uno dei quali si è tenuto il 30 gennaio 2025 al Kia Forum di Los Angeles. In quella circostanza, la cantante ha condiviso il palco con altri musicisti: Alanis Morissette, Anderson Paak, John Mayer, Dawes, Graham Nash, Green Day, John Fogerty, No Doubt, P!nk, Red Hot Chili Peppers, Stephen Stills, Stevie Nicks e The Black Crowes. La raccolta fondi per i disastri dovuti al fuoco, tenutasi in occasione del Clive Davis Pre-Grammy Gala al Beverly Hills Hotel ha di nuovo visto Joni Mitchell fra i protagonisti dello spettacolo. Era insieme ad altri sette cantanti –  Barry Manilow, Michael Bublé e Chris Robinson in rappresentanza della vecchia guardia, opposti ai “giovani” Post Malone, Shaboozey, Teddy Swims e Doechii.
In una cerimonia svoltasi nel suggestivo scenario naturale del Banff National Park nella British Columbia, il 1º luglio 2025 Joni Mitchell ha ricevuto la medaglia d'oro da parte della Royal Canadian Geographical Society che ha voluto così riconoscere e premiare gli eccezionali contributi forniti dalla cantautrice alla cultura canadese e internazionale.

## Stile musicale
Joni Mitchell ha iniziato la carriera sulla scia dei più titolati folksinger canadesi divenendo successivamente parte del panorama musicale folk della West Coast statunitense. La musicista è partita dallo schema disadorno della sua voce accompagnata dalla chitarra – adoperando sulla tastiera accordi aperti che le facilitavano l’uso della mano sinistra indebolita dalla poliomielite – in seguito alternandola al pianoforte. Nel tempo il suo stile si è evoluto; oltre a ricorrere a soluzioni folk-pop, Joni Mitchell ha ricercato sviluppi armonici elaborati: ha amalgamato il suo tratto personale con ingredienti blues e soprattutto jazz introducendo con originalità spunti di world music e di synth-pop e virando infine verso linguaggi musicali di impronta jazzistica che sono diventati parte integrante del suo architrave stilistico. Questo sviluppo ha reso necessari dapprima il ricorso a strumentisti di supporto individuati in formazioni jazz-rock e successivamente l’intervento di autorevoli musicisti jazz.

## Discografia

### Album in studio
- 1968 - Song to a Seagull (noto anche come Joni Mitchell)
- 1969 - Clouds
- 1970 - Ladies of the Canyon
- 1971 - Blue
- 1972 - For the Roses
- 1974 - Court and Spark
- 1975 - The Hissing of Summer Lawns
- 1976 - Hejira
- 1977 - Don Juan's Reckless Daughter
- 1979 - Mingus
- 1982 - Wild Things Run Fast
- 1985 - Dog Eat Dog
- 1988 - Chalk Mark in a Rainstorm
- 1991 - Night Ride Home
- 1994 - Turbulent Indigo
- 1998 - Taming the Tiger
- 2000 - Both Sides Now
- 2002 - Travelogue
- 2007 - Shine

### Live
- 1975 – Miles of Aisles
- 1980 - Shadows and Light
- 2009 – Amchitka (con James Taylor e Phil Ochs, registrato nel 1970)
- 2021 – Live at Carnegie Hall (registrato nel 1969)
- 2022 - The Circle Game (registrato nel 1967)
- 2023 – Joni Mitchell at Newport

### Raccolte
- 1971 – The World of Joni Mitchell
- 1996 – Hits
- 1996 – Misses
- 2003 – The Complete Geffen Recordings
- 2004 – The Beginning of Survival
- 2004 – Dreamland
- 2005 – Artist’s Choice, Music That Matters to Her
- 2005 – Songs of a Prairie Girl
- 2005 - Songs Chosen by Her Friends & Fellow Musicians
- 2008 – The Fiddle and the Drum – Ballet Soundtrack
- 2012 – The Studio Albums 1968-1099
- 2014 – Love Has Many Faces: A Quartet, A Ballet, Waiting to be Danced
- 2020 – Archives – Volume One: The Early Years (1963-1967)
- 2021 – Archives – Volume One: The Early Years (1963-1967) Highlights
- 2021 – The Reprise Albums (1968-1971)
- 2021 – Archives – Volume Two: The Early Years (1968-1971)
- 2022 – Blue Highlights
- 2022 – The Asylum Albums (1972-1975)
- 2023 – Archives – Volume Three: The Asylum Years (1972-1975)

## Filmografia

### Concerti pubblicati in VHS / DVD
- 1979 - Shadows and Light
- 1984 - Refuge of the Roads
- 1998 - Painting with Words and Music

### Documentari
- 2003 - Woman of Heart and Mind

## Riconoscimenti
- Grammy Awards
  - 1970 – Miglior interpretazione folk per Clouds
  - 1975 – Miglior arrangiamento vocale per Down to You
  - 1996 – Miglior album pop per Turbulent Indigo
  - 1996 – Miglior packaging discografico per Turbulent Indigo
  - 2001 – Miglior album vocale pop tradizionale per Both Sides Now
  - 2002 – Premio alla carriera
  - 2008 – Miglior interpretazione strumentale per One Week Last Summer
  - 2008 – Miglior contributo vocale nell’album dell’anno River: The Joni Letters
  - 2016 – Migliori annotazioni su un album per Love Has Many Faces
  - 2022 – Miglior album storico per Joni Mitchell Archives – Vol. 1 
  - 2024 – Miglior album folk per At Newport

- Juno Awards
  - 1976 – Miglior voce femminile dell’anno
  - 1981 – Inserimento nella Canadian Music Hall of Fame
  - 2001 – Miglior disco jazz vocale per Both Sides Now
  - 2008 – Miglior produttore per Hana e Bad Dreams

- Altri riconoscimenti
  - 1975 – Rock Music Award per la miglior cantante femminile
  - 1988 – Premio Tenco
  - 1993 – Premio alla carriera dalla Saskatchewan Recording Industry Association
  - 1995 – Billboard Century Award
  - 1996 – Orville Gibson Award per la miglior chitarrista acustica
  - 1996 – Gemini Award per il programma TV Joni Mitchell: Intimate & Interactive
  - 1996 – Governor-General’s Performing Arts Award
  - 1996 – Premio alla carriera dalla National Academy of Songwriters
  - 1996 – Polar Music Prize
  - 1997 – Inserimento nella Rock and Roll Hall of Fame
  - 1999 – ASCAP Founders Award dalla American Society of Composers, Authors and Publishers
  - 2001 – World Leaders: A Festival of Creative Genius
  - 2001 – Stella nella Canada's Walk of Fame
  - 2002 - William Harold Moon Award
  - 2004 – Laurea ad honorem in Musica dalla McGill University
  - 2005 – ASCAP Pop Award per la canzone più eseguita per Big Yellow Taxi
  - 2007 – Inserimento nella Canadian Songwriters Hall of Fame
  - 2008 – Alberta Arts Day Award
  - 2015 – Premio alla carriera dal SFJazz Center
  - 2018 – Laurea ad honorem dalla University of Saskatchewan
  - 2019 – Elaine Weissman Award alla carriera
  - 2020 – Les Paul Innovation Award
  - 2021 – Laurea ad honorem in Musica dalla University of Connecticut
  - 2022 – Personaggio dell’anno dalla MusiCares Foundation
  - 2022 – Elezione a membro onorario della American Academy of Arts and Letters
  - 2022 – Laurea ad honorem dal Berklee College of Music
  - 2023 – Gershwin Prize for Popular Song
  - 2023 – Inserimento nella Folk, Americana, and Roots Hall of Fame
  - 2025 – Medaglia d’oro dalla Royal Canadian Geographical Society